# Троицки събор (Самар)
„Света Троица“, известна и като Троицки събор, е катедрала, исторически паметник на културата в град Самар (до 2024 г. Новомосковск), Самаривски район, Запорожка област, Украйна. Храмът е построен в периода 1772 – 1781 година и е типичен представител на дървената архитектура от периода. Народният майстор Яким Погребняк изгражда зданието изцяло от дървен материал, включително без използване на железни пирони.

## История
През 1773 г. полковник Антин Холовати и старейшини от Запорожката Сеч взимат решение за построяването на църковен храм с три олтара. Главният олтар е в чест на Светата Троица, олтарът вдясно – в чест на апостолите Петър и Павел, а този вляво – в чест на трима светци: Василий Велики, Григорий Богослов, Йоан Златоуст. На 2 юни 1775 г., няколко дни преди унищожаването на Запорожката Сеч, мястото на църквата „Света Троица“ е осветено и започва нейното строителство.
За построяването на църквата запорожките казаци канят майстора от Нова Водолаха, Харковска губерния, Яким Погребняк. Строежът е завършен през 1778 г., а катедралата е осветена на 13 май 1778 година.
Сградата представлява деветкуполна симетрична композиция, с най-висок купол в средата, четири по-ниски, сочещи към четирите посоки на света, и четири още по-ниски между тях. Уникална особеност на архитектурата на сградата е видимостта на не повече от 8 от куполите, независимо от ъгъла на видимост (с изключение на въздушно наблюдение).
Катедралата подлежи на основен ремонт през 1830 година. В периода 1887 – 1888 г. е възстановена във вид, подобен на оригиналния, от майстора реставратор Олексий Пахучий. След реставрацията е построена камбанарията, запазена до днес.
В съветския период храмът е използван като склад. Отношението на тогавашните власти към този духовен паметник на украинския народ е в основата на романа на Олес Гончар „Катедралата“.
Към 2012 г. паметникът е в тежко състояние, тъй като не е ремонтиран от над 130 години. Реставрационната дейност започва през август 2012 година.

## Галерия
- Фасада на храма
- Камбанария
- Часовникова кула
- Реставрациионни дейности, 2012 година
- Панорамна гледка
- Паметна плоча
- Интериор по време на реставрационната дейност, 2020 година
- Пощенска марка, издадена през 2013 година, с изглед към храма